# DNER
DNER‏ (Delta/notch like EGF repeat containing) هوَ بروتين يُشَفر بواسطة جين DNER في الإنسان.